# Agave murpheyi
Agave murpheyi là một loài thực vật có hoa trong họ Măng tây. Loài này được Gibson mô tả khoa học đầu tiên năm 1935.

## Hình ảnh

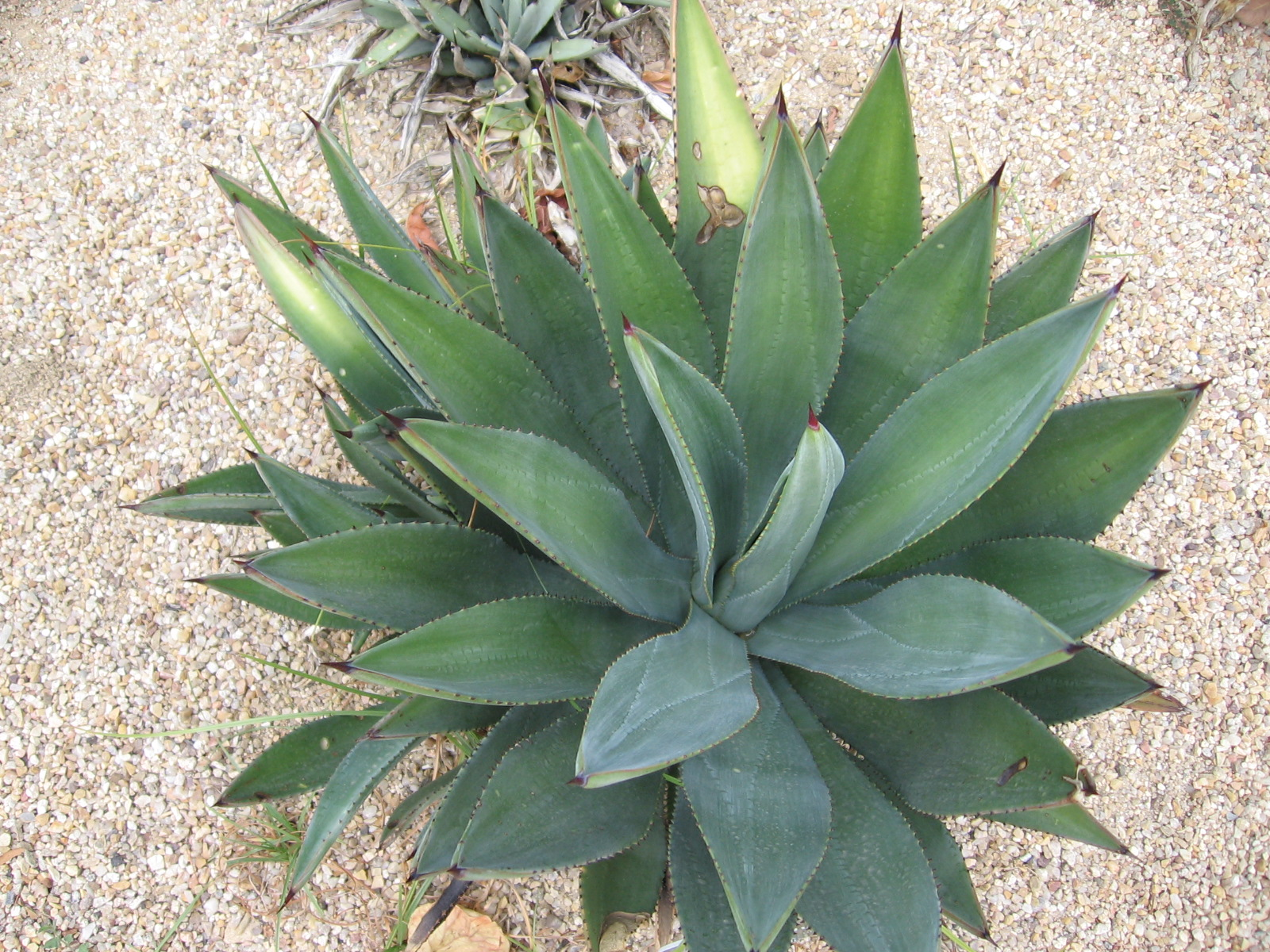
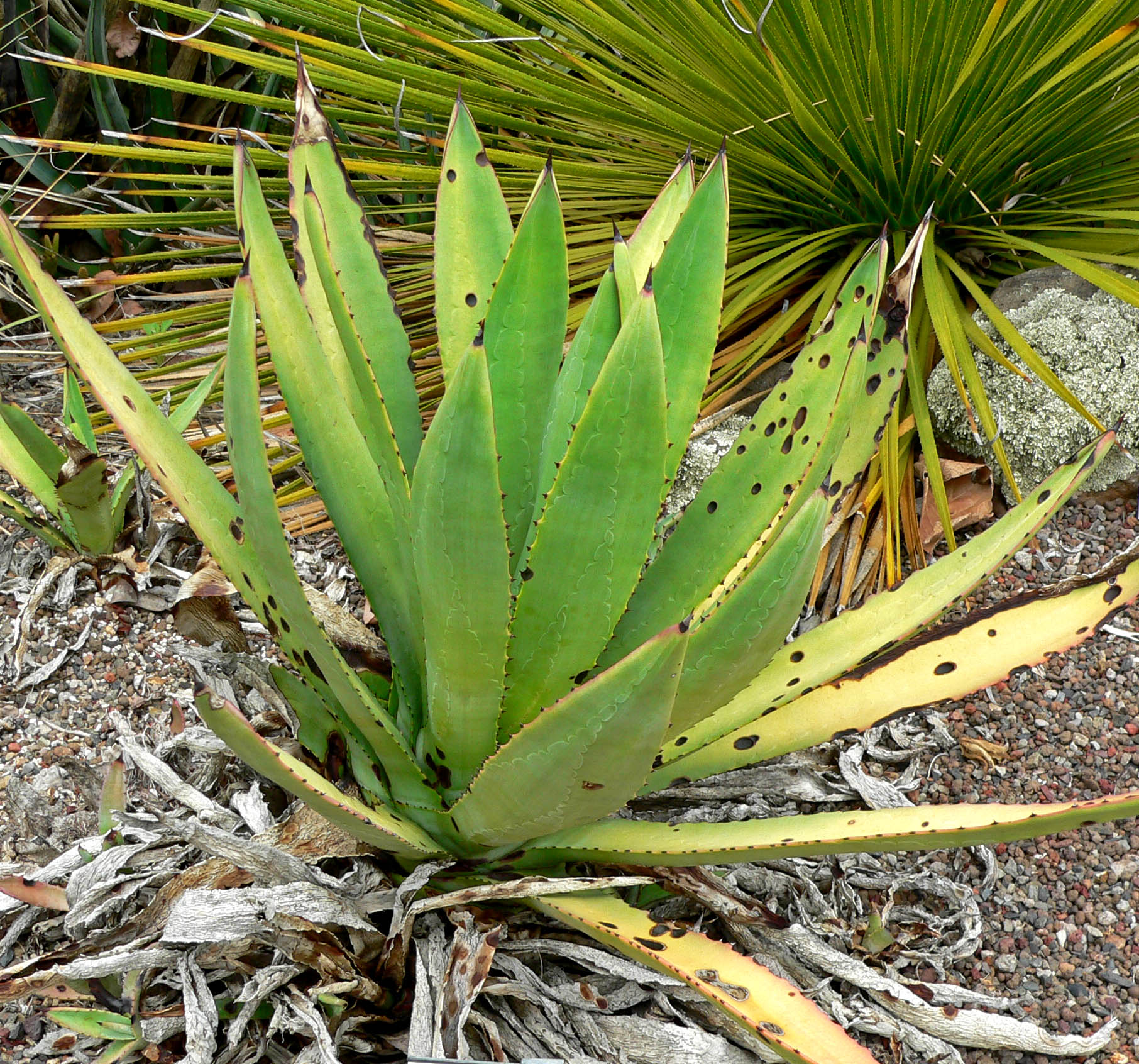
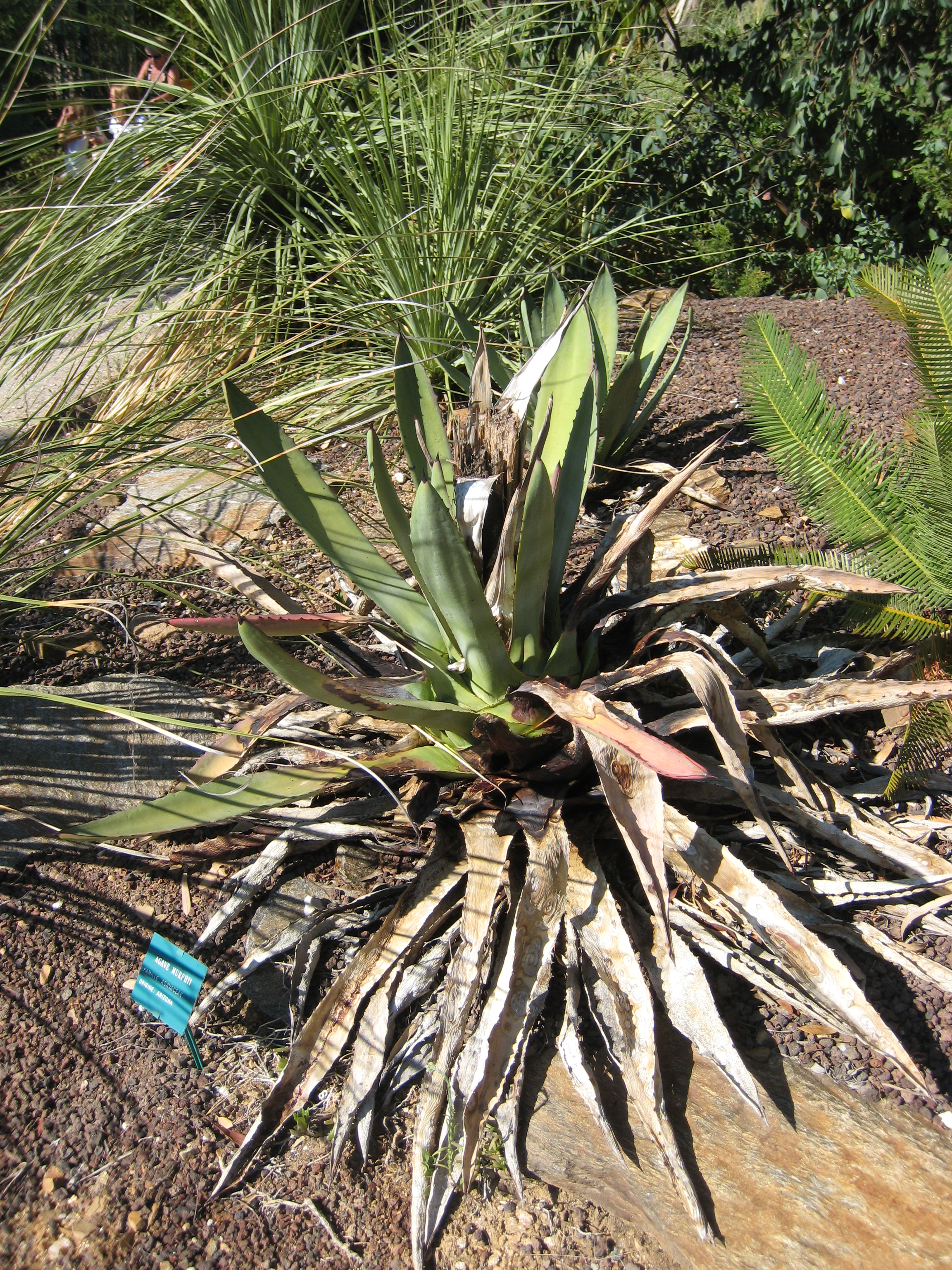